# Aclytia megastigma
Aclytia megastigma är en fjärilsart som beskrevs av Embrik Strand 1915. Aclytia megastigma ingår i släktet Aclytia och familjen björnspinnare. Inga underarter finns listade i Catalogue of Life.